# Finchley

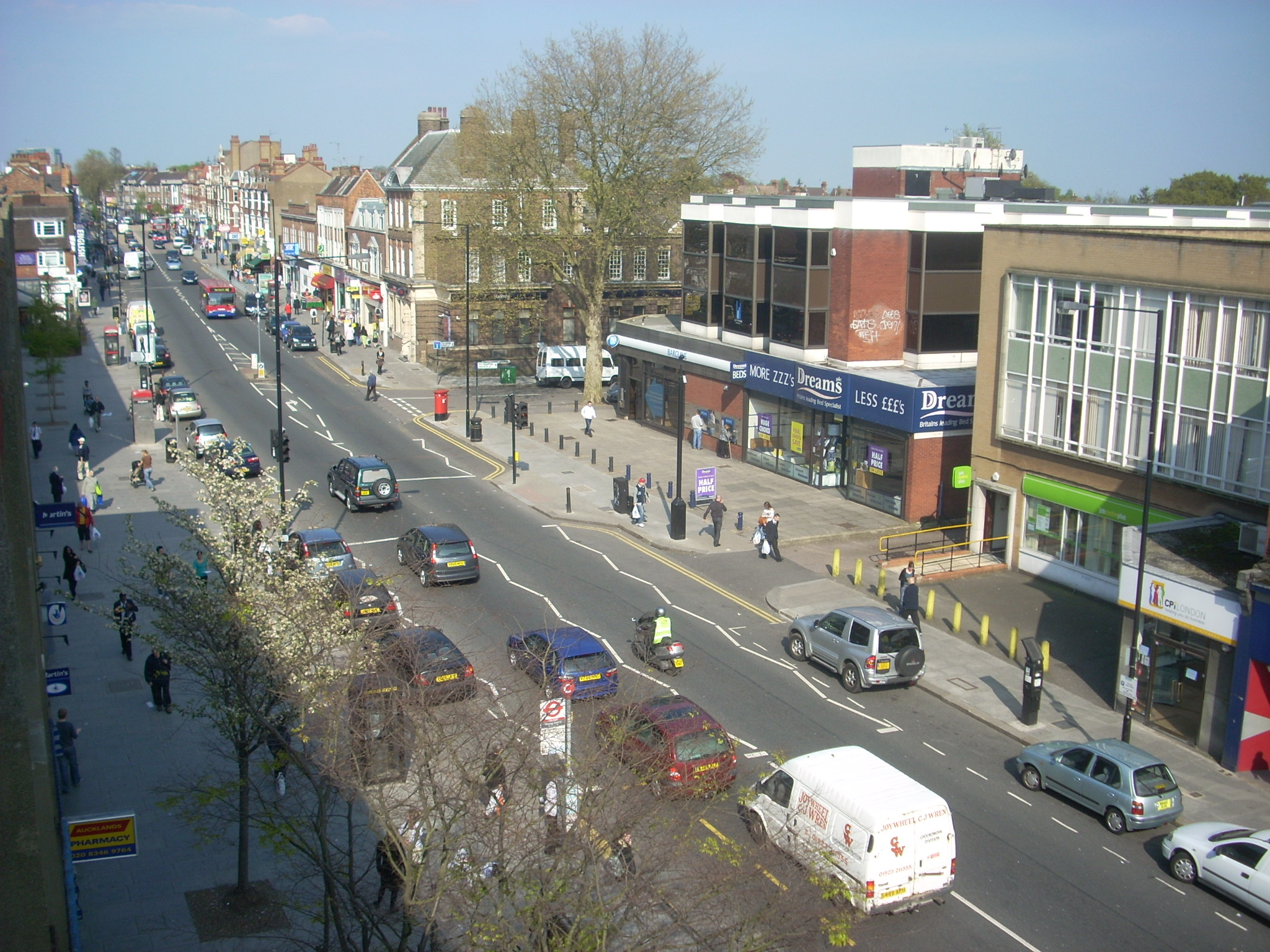
Ballards Lane, Finchley

Finchley är en stadsdel (district) i London Borough of Barnet, London, England.
Finchley är till största delen ett bostadsområde med ett par affärsområden. Det ligger i norra London och delas in i fyra områden: East Finchley, Church End Finchley, West Finchley och North Finchley. East Finchley (östra Finchley) utgör ungefär området mellan Highgate och North Circular Road, postnummerområde N2. Church End Finchley kallas ofta "Finchley Central" (centrala Finchley) och är området väster om North Circular Road, centrerat runt Ballards Lane och tunnelbanestationen Finchley Central, postnummerområde N3. West Finchley ligger runt tunnelbanestationen West Finchley och är postnummerområde N3. North Finchley utgörs av området som omger Tally-Ho Corner och sträcker sig västerut till Woodside Park och Northern Line, postnummerområde N12.